# الکساندر مورتن
الکساندر مورتن (به انگلیسی: Alexander Morten) بازیکن فوتبال زادهٔ ۱۵ نوامبر ۱۸۳۱ اهل انگلستان بود که سابقهٔ بازی در تیم ملی فوتبال انگلستان را در کارنامهٔ خود دارد. وی در تاریخ ۸ مارس ۱۸۷۳ تنها بازی ملی خود را در مقابل تیم ملی فوتبال اسکاتلند انجام داد.